# ديغر (ويب كوميك)
ديغر هي قصة مصورة عبر الويب من رسم وتأليف أورسولا فيرنون ونشرته مطبعة صوفا وولف. وقد قورنت القصة مع بونسيريبوسو وديسكوورلد. فاز كتاب ديغر بجائزتي هوغو والخيال الأسطوري ورشّح لجائزة إيستر.

## القصة
في الصفحات الافتتاحية، تحفر ديغر نفقًا بمفرده عبر الأرض، ضائعة ومذهولة بعد أن تسمّمت بسبب الهواء الفاسد (غاز الفحم). قامت بالحفر إلى السطح حتى وجدت نفسها في المعبد حيث التقت بتمثال غانيش. تجد هنا أن شيئًا ما أو شخصًا ما قد "أفسد" نفقها، مما أدى إلى قطع طريقها إلى المنزل. تصف القصة المصورة تجاربها ولقاءاتها في المعبد والقرية المجاورة والمنطقة المحيطة بها أثناء سعيها للحصول على معلومات حول مكان وجود وارنها، وكيف أتت من هناك إلى موقعها الحالي، وكيف يمكن أن تعود.

## الاستقبال
فازت قصة ديغر بجائزة اختيار رسامي الكاريكاتير على الويب عن "الفن المتميز بالأبيض والأسود" في عامي 2005 و2006    وعن "القصص المصورة المجسمة المتميزة" في عام 2006.   في عام 2006، رُشحت ديغر لجائزة إيستر في فئة "المواهب التي تستحق تقديرًا أوسع".  فازت مجموعة ديغر بجائزة هوغو لعام 2012 لأفضل قصة مصورة  وجائزة الخيال الأسطوري لعام 2013 لأدب الكبار.   
وصف موقع "تور.كوم" القصة بأنها "رائعة بكل معنى الكلمة" مشيدًا بسرعة فيرنون و"الأساطير ذات النغمة المثالية"، بينما أعلنت إس إف سينغل أن قصة ديغر "تستحق التقدير"    وأشادت بلاك جيت بفيرنون لتصويرها للنسبية الثقافية.  وصفت لورين ديفيس من مدونة io9 و"تحالف القصص المصورة" القصة بأنها "ملحمة غريبة الأطوار"  وأثنت على البطلة الفخرية باعتبارها بطلة خيالية غير عادية و"متعة المشاهدة"، مستشهدةً بطبيعتها الواقعية ولكن الرقيقة، وصراحتها ومركزها الأخلاقي القوي وموقفها الأخلاقي القوي.  
أجرت السلسلة مقارنات مع سون   وسيريبوس و ديسكوورلد . 

## النشر
تم نشر السلسلة في ستة مجلدات بواسطة مطبعة سوفوولف بين عامي 2005 و2011. في عام 2013، عُقد اتفاق مع شركة كيك ستارتس بنجاح لطباعة السلسلة بأكملها في شكل شامل.  في عام 2022، عقد عقد جديد مع الشركة بنجاح لمجموعة الذكرى السنوية العاشرة من الصحافة تحت الأرض
| مقدار                | سنة  | رقم ISBN                                                         | فصول  |
| -------------------- | ---- | ---------------------------------------------------------------- | ----- |
| 1                    | 2005 | 0-9769212-2-7                                                    | 1-2   |
| 2                    | 2006 | 0-9769212-6-X                                                    | 3-4   |
| 3                    | 2007 | 0-9791496-3-0                                                    | 5-6   |
| 4                    | 2009 | 978-0-9819883-3-7                                                | 7-8   |
| 5                    | 2010 | 978-0-9819883-9-9                                                | 9-10  |
| 6                    | 2011 | 978-1-936689-06-4                                                | 11-12 |
| الجامع               | 2013 | 978-1-936689-32-3 (غلاف ناعم) </br> 978-1-936689-33-0 (غلاف فني) | 1-12  |
| الجامع </br> (مكتشف) | 2022 | 978-1-956000-25-2 (غلاف ناعم) </br> 978-1-956000-26-9 (غلاف فني) | 1-12  |

## الروابط الخارجية
- حفار
- UrsulaVernon.com ، الموقع الرسمي
- مقابلة مع أورسولا فيرنون نسخة محفوظة April 2, 2019, على موقع واي باك مشين. </link> ، الخاتمة.نت
- مقابلة فيرنون SBC مقابلة أخرى مع فيرنون – نشرة القصص المصورة
- مقابلة فيرنون إس بي سي، اختتام مقابلة فيرنون نفسها.
- أورسولا فيرنون ضيفة على عملية BSU . نسخة محفوظة September 27, 2007, على موقع واي باك مشين. .</link> نسفو .